# Vallet
|  | Per a altres significats, vegeu «Rafael Vallet i Sabater». |

Vallet (en bretó Gwaled, en gal·ló Saent-Filber-Graund-Loeen) és un municipi francès, a la regió de país del Loira, al departament de Loira Atlàntic, que històricament ha format part de la Bretanya. L'any 2006 tenia 7.906 habitants. Limita amb els municipis de La Regrippière, Le Landreau, La Chapelle-Heulin, Le Pallet, i Mouzillon a Loira Atlàntic, Tillières a Maine i Loira.

## Fills il·lustres
- Emile Gabory (1872-1954), historiador, poeta i arxiver.

## Demografia

Localització de Vallet

| Evolució de la població Ehess i INSEE |       |       |       |       |      |       |       |       |
| 1793                                  | 1800  | 1806  | 1821  | 1831  | 1836 | 1841  | 1846  | 1851  |
| 5 880                                 | 3 638 | 4 887 | 5 723 | 5 967 | -    | 5 583 | 5 425 | 6 268 |

| 1856  | 1861  | 1866  | 1872  | 1876  | 1881  | 1886  | 1891  | 1896  |
| ----- | ----- | ----- | ----- | ----- | ----- | ----- | ----- | ----- |
| 6 199 | 6 476 | 5 346 | 5 091 | 5 200 | 4 961 | 4 916 | 4 901 | 4 739 |

| 1901  | 1906  | 1911  | 1921  | 1926  | 1931  | 1936  | 1946  | 1954  |
| ----- | ----- | ----- | ----- | ----- | ----- | ----- | ----- | ----- |
| 4 655 | 4 609 | 4 502 | 4 010 | 4 040 | 4 024 | 4 054 | 4 161 | 4 376 |

| 1962  | 1968  | 1975  | 1982  | 1990  | 1999  | 2006 | 2011 | 2016 |
| ----- | ----- | ----- | ----- | ----- | ----- | ---- | ---- | ---- |
| 4 476 | 4 603 | 4 984 | 5 717 | 6 116 | 6 807 | -    | -    | -    |

| 2019 | - | - | - | - | - | - | - | - |
| ---- | - | - | - | - | - | - | - | - |
| -    | - | - | - | - | - | - | - | - |

## Govern
| Període   | Identitat      | Partit          |
| --------- | -------------- | --------------- |
| 1995-2008 | Paul Dalon     | UDF després UMP |
| 2008-     | Nicole Lacoste | Divers gauche   |